# Щемелинский, Владимир Тимофеевич
Владимир Тимофеевич Щемелинский (1930 — неизвестно) — советский хоккеист, нападающий.

## Биография
Начинал играть в команде завода имени Чкалова «Крылья Советов». В сезоне 1950/51 выступал за ОДО (Новосибирск). 10 сезонов (1952/53 — 1961/62) отыграл за новосибирское «Динамо». В сезоне 1962/63 выступал за «Дзержинец» Новосибирск.
Работал тренером в «Чкаловце».
С 1980-х годов в Новосибирске проводится хоккейный турнир памяти Владимира Щемелинского.